# Herona angustata
Herona angustata är en fjärilsart som beskrevs av Moore 1878. Herona angustata ingår i släktet Herona och familjen praktfjärilar. Inga underarter finns listade i Catalogue of Life.